# Peter Osgood
Peter Leslie Osgood (Windsor, 1947. február 20. – Slough, 2006. március 1.) angol válogatott labdarúgó.
Az angol válogatott tagjaként részt vett az 1970-es világbajnokságon.

## Pályafutása

### A válogatottban
1970 és 1973 között 4 alkalommal szerepelt az angol válogatottban.

## Sikerei, díjai
Chelsea
- Angol kupa (1): 1969–70
- KEK-döntős (1): 1970–71

Southampton
- Angol kupa (1): 1975–76